# Авиационный транспорт глав государств и правительств
Некоторые страны содержат одно или несколько воздушных судов для перевозки главы государства или правительства. Одним из самых известных правительственных самолётов является Air Force One, самолёт президента США.
| # А Б В Г Д Е Ё Ж З И К Л М Н О П Р С Т У Ф Х Ц Ч Ш Щ Э Ю Я |

## Австралия

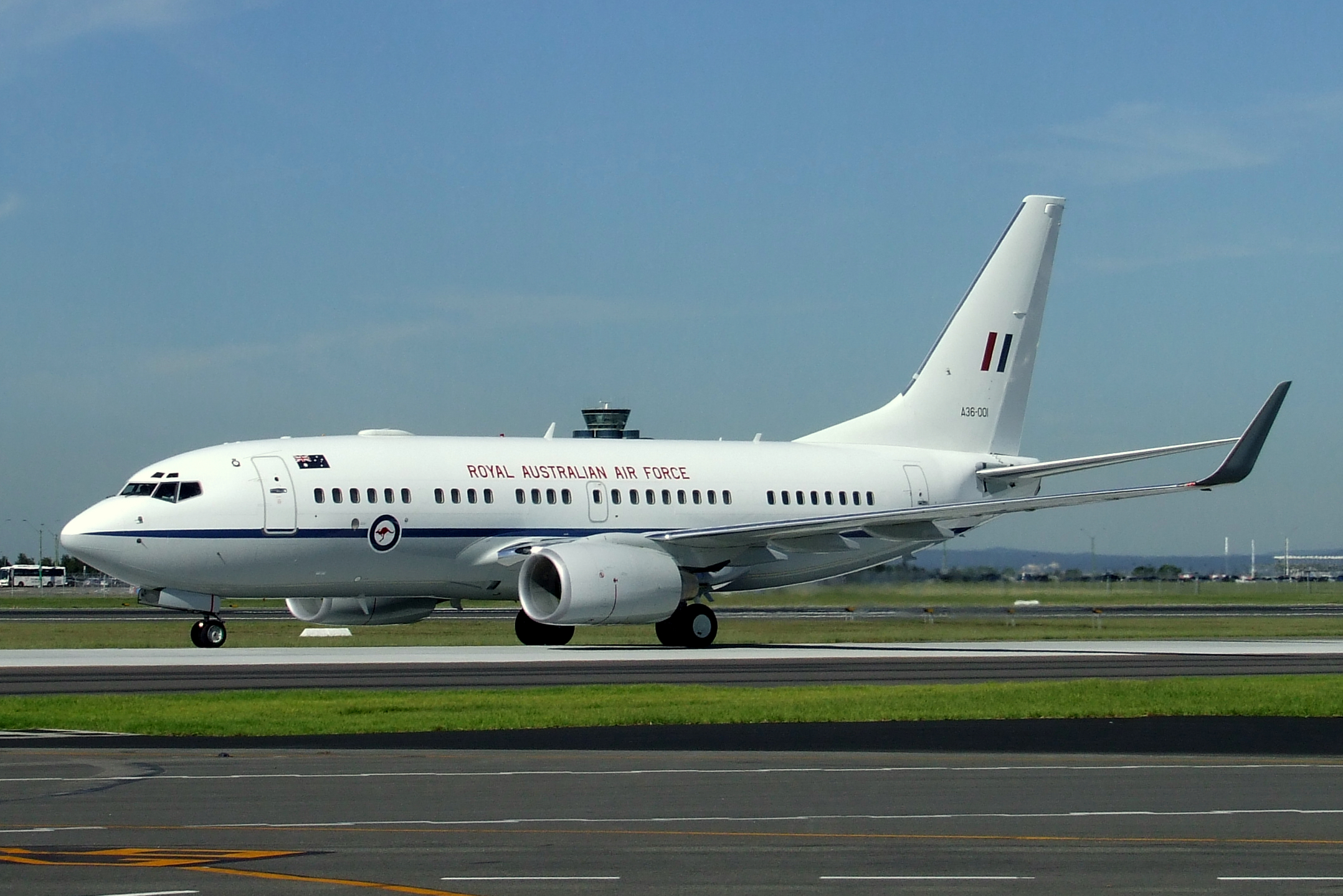
Boeing 737 BBJ Австралийских ВВС в аэропорту Сиднея

Правительство Австралии в настоящее время использует один самолёт, переделанный из заправщика на базе Airbus A330-200, два Boeing 737 Business Jet и три Bombardier Challenger 600 для перевозки государственных лиц. Самолётами имеют право пользоваться королевская семья, генерал-губернатор Австралии, премьер-министр Австралии и министр иностранных дел Австралии, а также лидеры политических партий, не входящих в правительство, и заместитель премьер-министра.  Самолёты регулярно используются для полётов как внутри страны, так и за её пределы.
Два Boeing 737 BBJ были взяты в 13-летний лизинг в 2002 г. и имеют на борту столы для совещаний, каюты-офисы, различные коммуникационные системы.

## Австрия
VIP-авиация не используется. Глава государства и члены правительства летают регулярными рейсами.

## Азербайджан

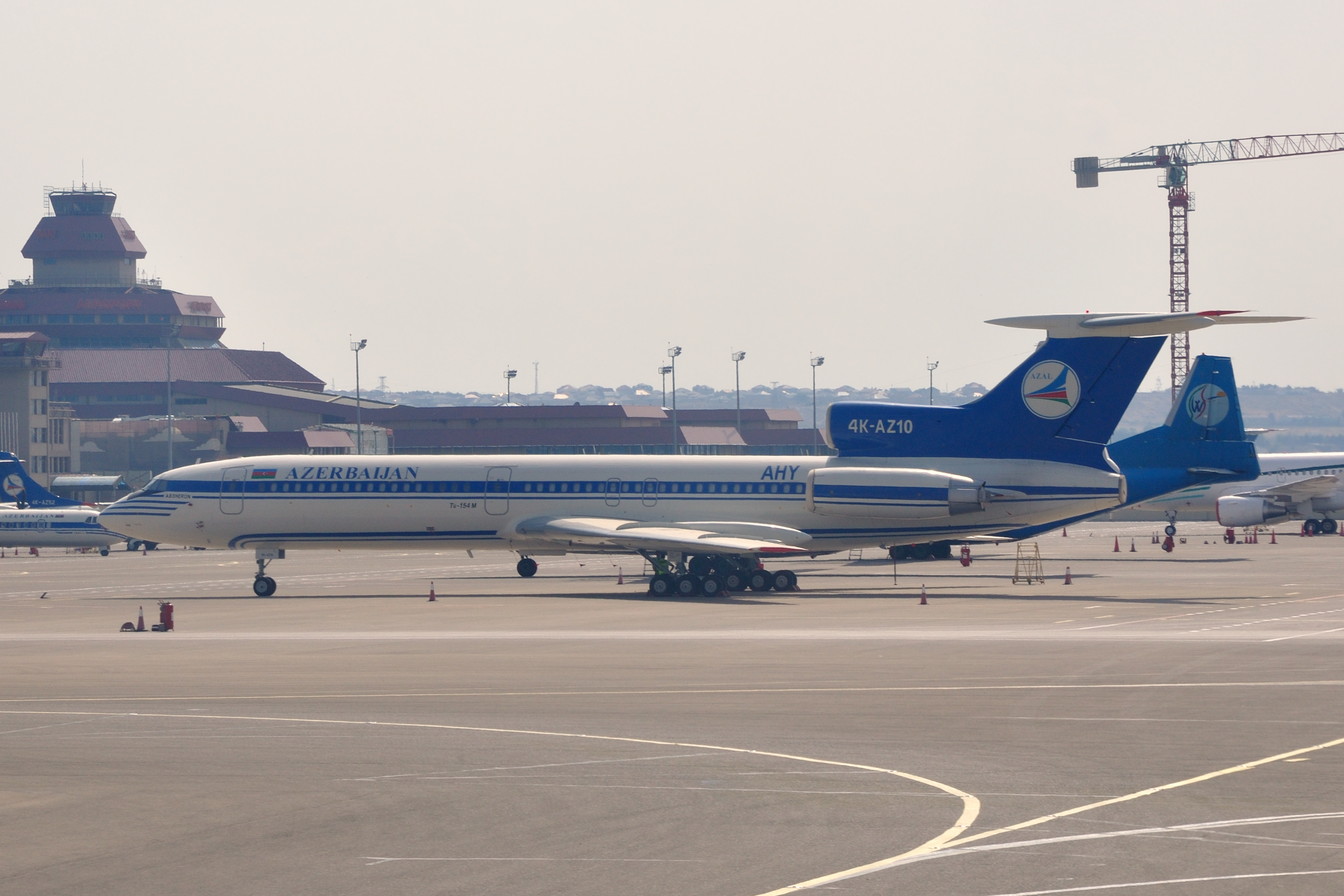
Правительственный Ту-154, взятый в лизинг у компании Азербайджанские авиалинии (б/н 4K-AZ10

Президент Азербайджана использует для полётов самолёт AZAL Boeing 767-300 под названием «Баку-1» (б/н 4K-AI01 Архивная копия от 2 апреля 2015 на Wayback Machine). Самолёт назван в честь столицы государства — города Баку.
В качестве резервного используется Airbus A319 «Баку-2» (б/н 4K-AZ02). В 2014 году заказаны два самолёта Airbus A320-214(CJ) Prestige (б/н 4K-AI07 и 4K-AZ09) и один Airbus A340-642 VIP (4K-AI08). В 2019 году для вице-президента Азербайджана заказан самолёт Boeing 777-200(LR)  (б/н 4K-AI001) . Правительство Азербайджана использует также Gulfstream G550  (б/н 4K-AI06). ВВС Азербайджана также взяли у «Азербайджанских авиалиний» один Ту-154 (б/н 4K-AZ10) под названием «Апшерон» для использования в качестве правительственного.

## Албания
Предоставленный Турцией Airbus A319 (TC-ANA)

## Алжир
Руководство Алжира использует самолёты Airbus A340-500 (7T-VPP), ATR 72-600 (7T-VPE), 3 Gulfstream Aerospace G-IV Gulfstream IV-SP и один Gulfstream Aerospace G-V Gulfstream V.

## Ангола
Правительство Анголы имеет 2 самолёта Bombardier Q Series. ВВС Анголы использует для перевозок Президента страны самолёты Embraer ERJ 145 (T-501) и Як-40 (T-450).

## Аргентина

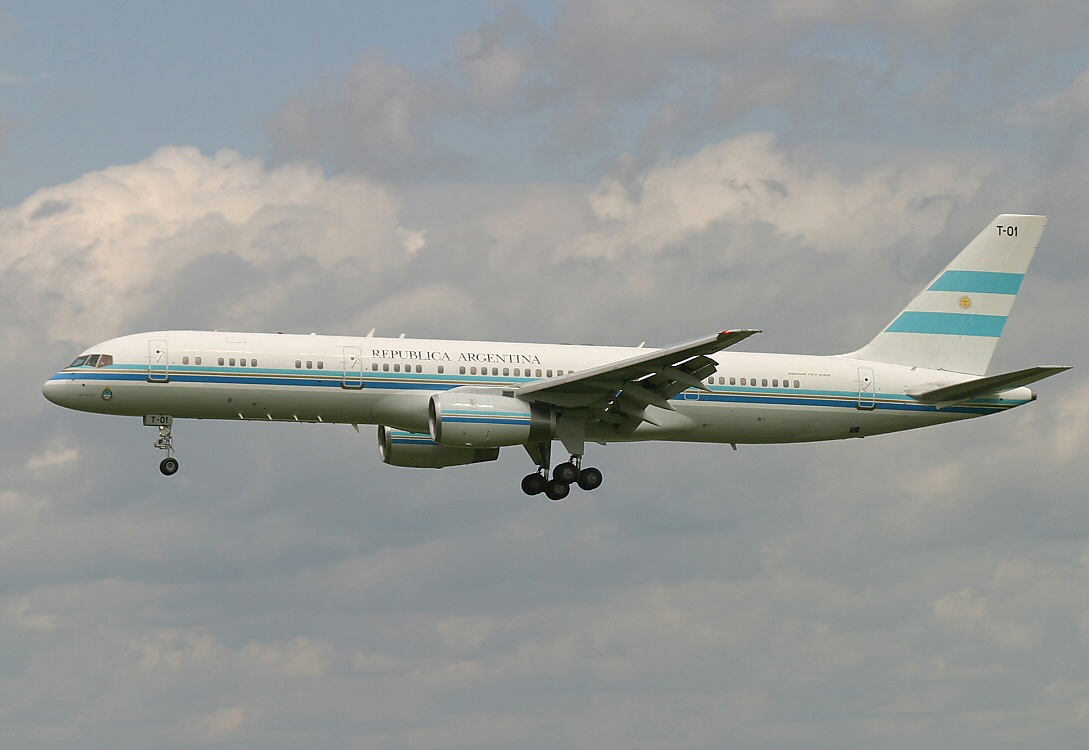
Самолёт Tango 01 правительства Аргентины.

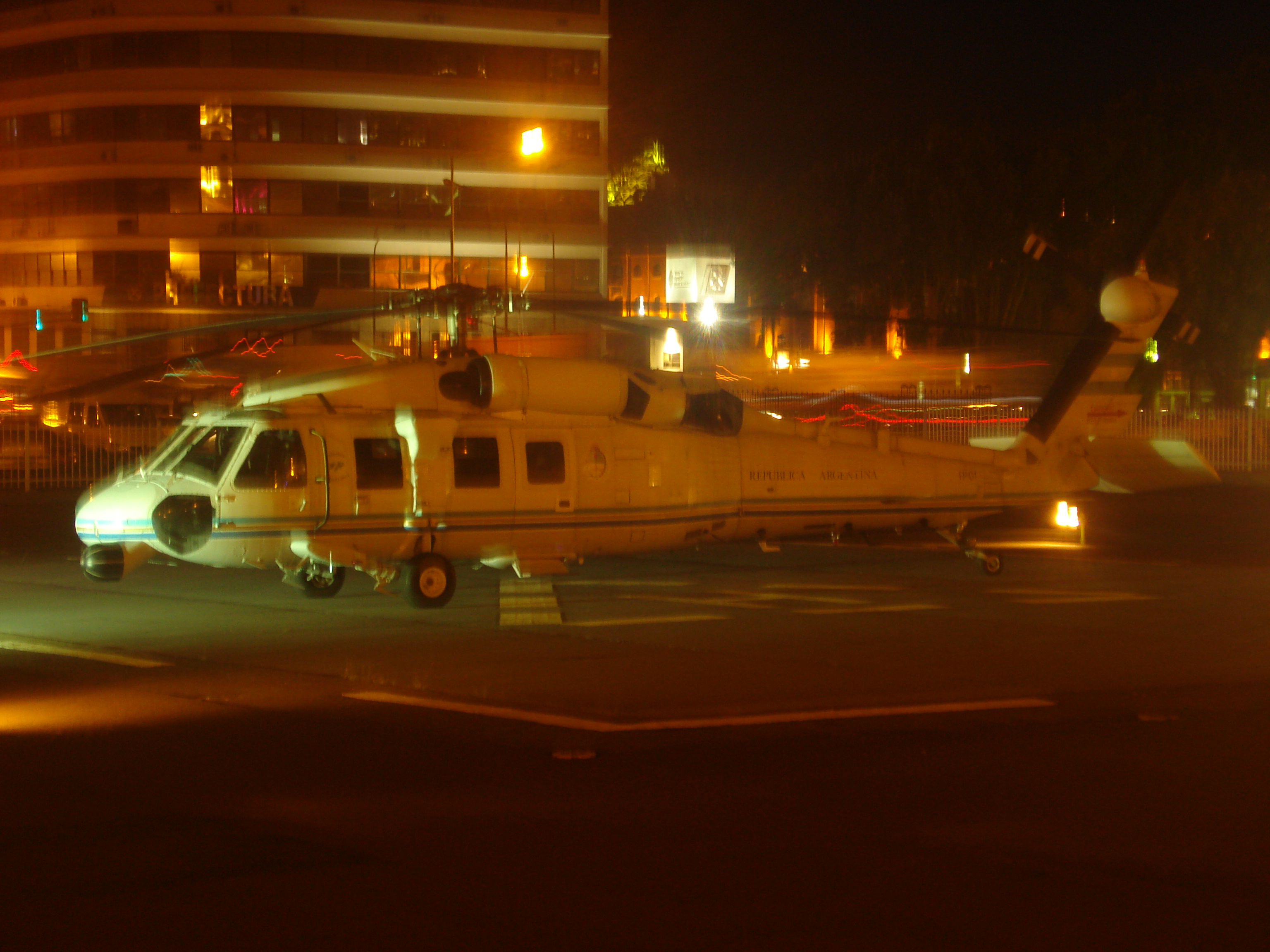
Вертолёт H-01 правительства Аргентины.

Вопросами авиаперевозки высших чиновников Аргентины занимается Президентская авиагруппа Аргентины (исп. Agrupación Aérea Presidencial).
В президентский авиапарк в настоящее время входят следующие воздушные суда:
Пять самолётов: по одному Boeing 757 (Tango 01), Boeing 737 (Tango 04), Fokker F28-4000 (Tango 02), Fokker F28-2000C (Tango 03), Learjet 60 (Tango 10)
Три вертолёта: 1 Sikorsky S-70-A-30 (H-01), 2 Sikorsky S-76B (H-02/H-03)

## Армения

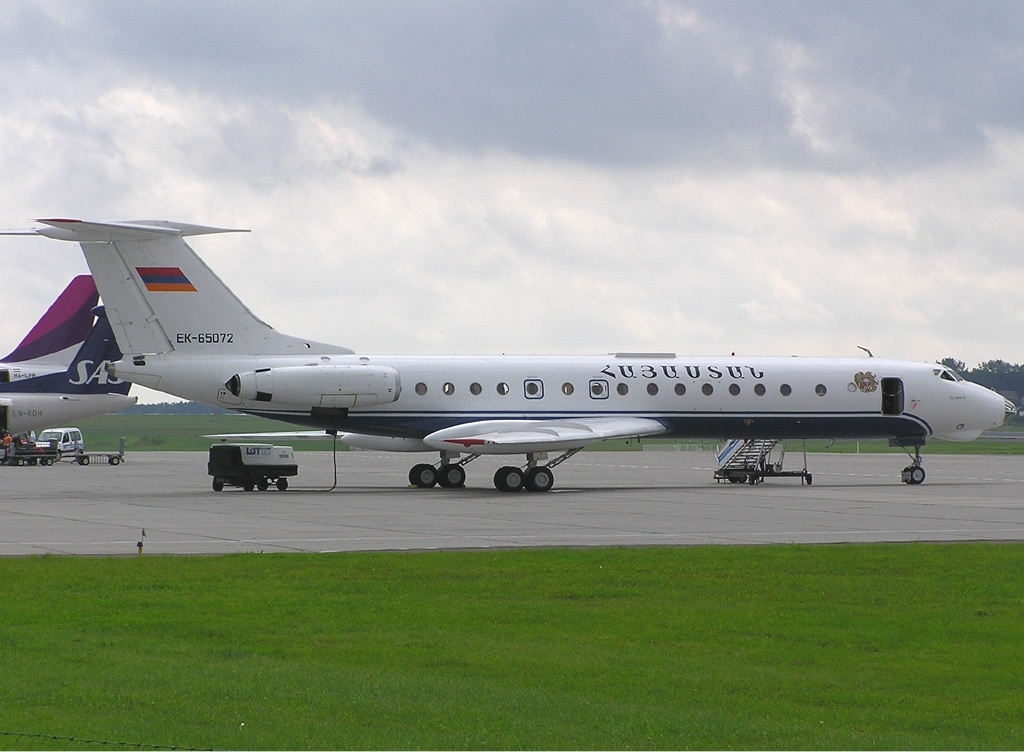
Ту-134 ВВС Армении.

Правительство Армении использует Airbus A320 (EK-RA01). Ранее использовался Ту-134 (EK-65072).

## Афганистан
Руководство Афганистана летает на специально зарезервированных самолётах авиакомпании Safi Airways.

## Бангладеш
Президент и премьер министр Бангладеш летают на специально зарезервированных самолётах Biman Bangladesh Airlines Boeing 777-300ER и Boeing 787-8.

## Бахрейн

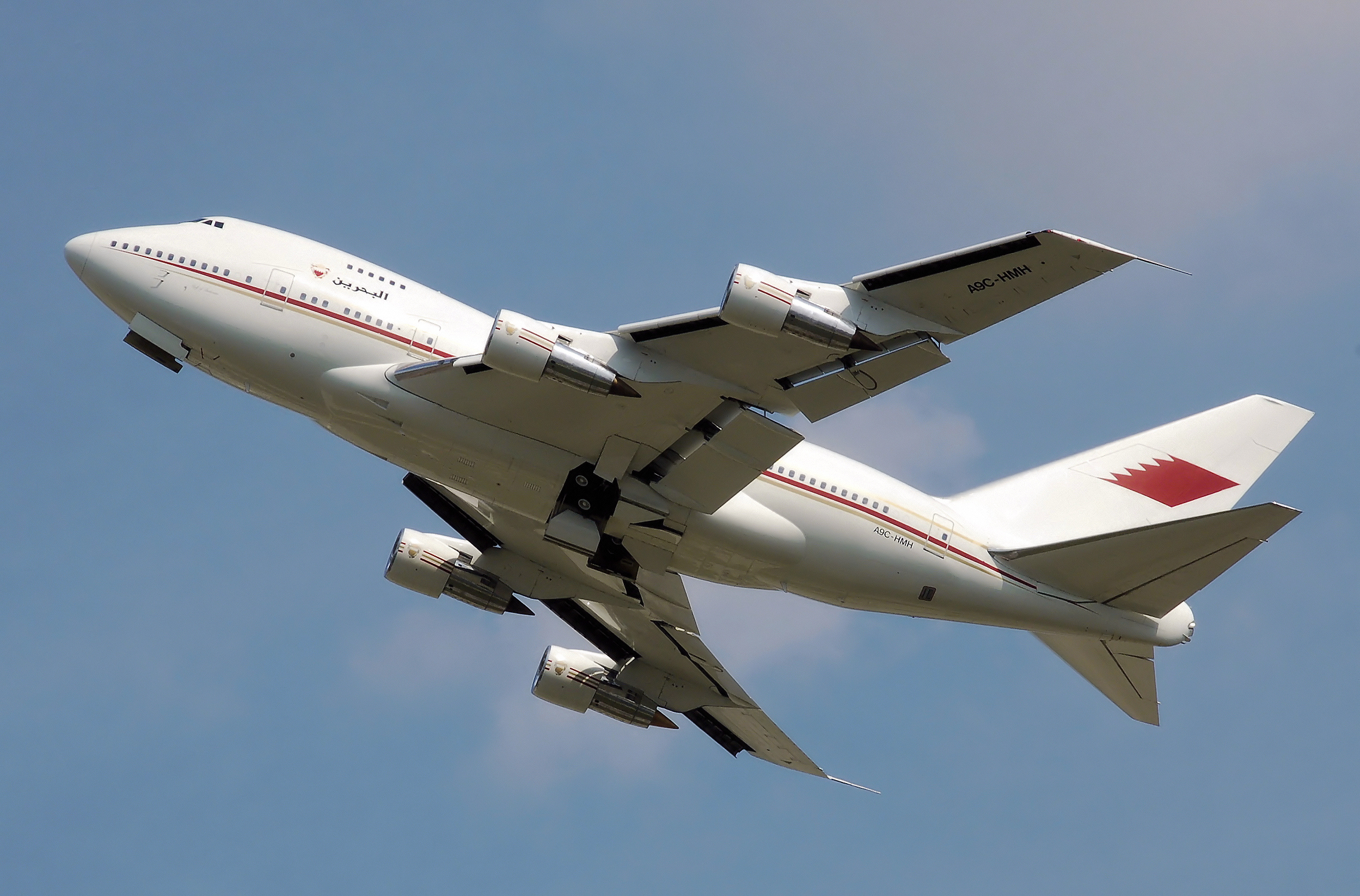
Boeing 747SP правительственной авиакомпании Bahrain Royal Flight

Правительственная авиакомпания Bahrain Royal Flight эксплуатирует один Boeing 747-400 и один Boeing 747SP для перевозки Короля Бахрейна. Также в её парке имеются по одному Boeing 767-400 (поставлен в 2013 году, изначально был прототипом Northrop Grumman E-10 MC2A), Boeing 727 и Gulfstream IV.

## Беларусь

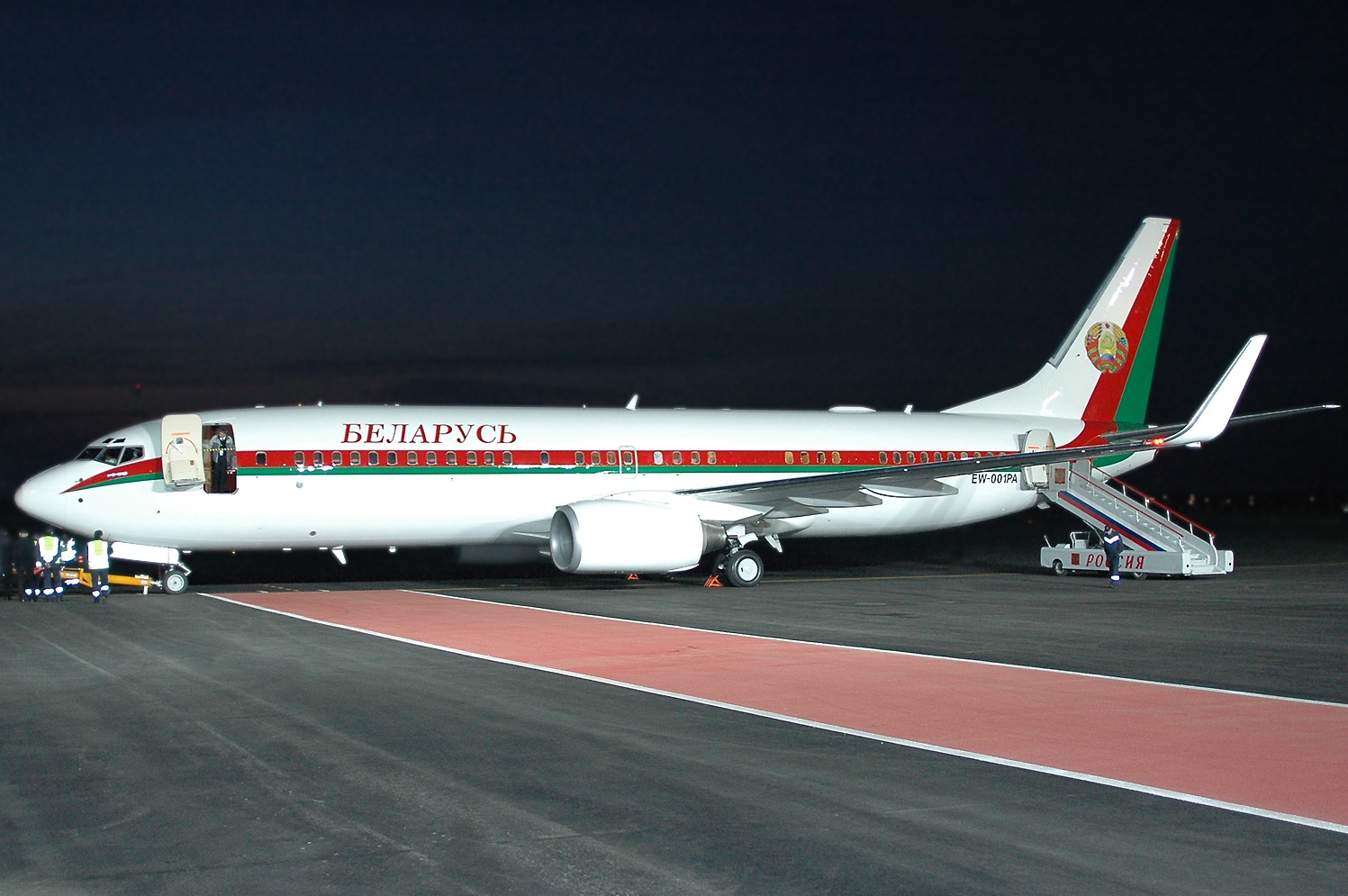
Boeing 737BBJ авиакомпании Belavia, обслуживающий Правительство Беларуси

Авиакомпания Belavia эксплуатирует Boeing 767-300ER (б/н EW-001PB), Boeing 737 Business Jet (б/н EW-001PA) и Ту-154M (б/н EW-85815)( уже не используется) для использования президентом и премьер-министром Беларуси.
Вместо традиционной голубой раскраски самолёт окрашен в красные и зелёные тона национального флага Беларуси. На борту у двери нанесена надпись «Беларусь» на кириллице и латинице. На хвосте изображён государственный герб Беларуси.

## Бельгия
Для перевозки королевской семьи и членов правительства в Бельгии используются воздушные суда, приписанные к 15 Транспортному авиакрылу Вооруженных Сил: два Dassault Falcon 20, прошедшие модернизацию в 2004 г., один Dassault Falcon 900 для дальних перевозок VIP-пассажиров, два Embraer ERJ 135 и два Embraer ERJ 145.. 
- Dassault Falcon 20 б/н CM01, CM02
- Dassault Falcon 900 б/н CD01
- Embraer ERJ 135 б/н CE01, CE02
- Embraer ERJ 145 б/н CE03, CE04

С 2009 по 2014 год эксплуатировался один взятый в лизинг Airbus A330-300 (б/н CS-TMT).

## Болгария

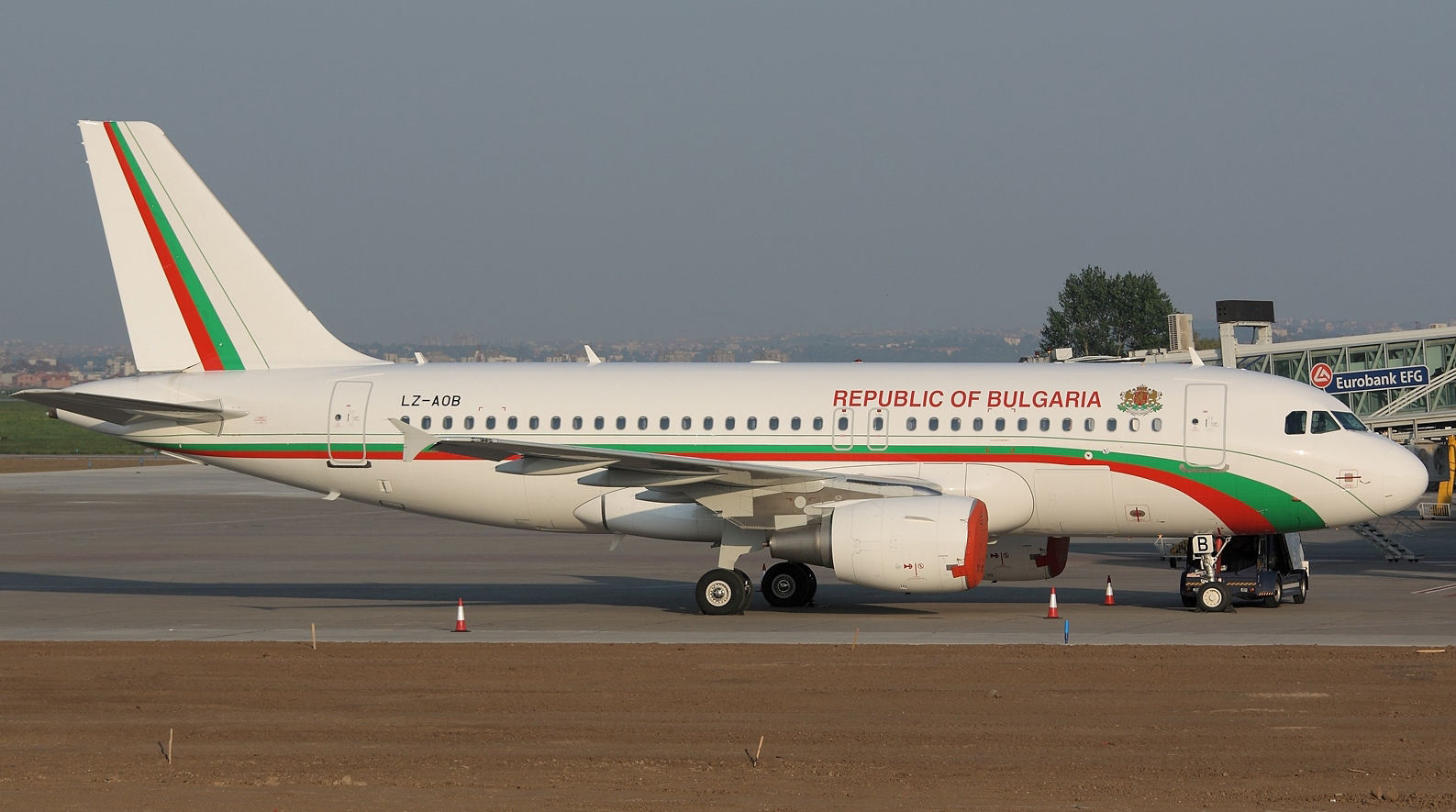
Airbus A319 Правительства Болгарии

Для перевозки руководителей Болгарии Авиаотряд 28 Правительства Болгарии использует самолёты Airbus A319 (б/н LZ-AOB) и Dassault Falcon 2000 (LZ-OOI); 2 вертолёта Ми-8 и один AW109. Заказаны самолёты Airbus A330 и Embraer EMB-505. До 2010 года в качестве основного использовался самолёт Ту-154М (б/н LZ-BTZ).

## Боливия
Для перевозки президента и членов правительства ВВС Боливии эксплуатирует самолёты Dassault Falcon 900EX (б/н FAB-001) и Falcon 50 (б/н FAB-002). Также используется Sabreliner NA-265, 1975 года выпуска. Планируется приобрести по одному Beechcraft King Air 250 и Beechcraft King Air 350i.

## Ботсвана
В качестве VIP-транспорта для руководителей государства Вооружённые силы Ботсваны эксплуатируют  Bombardier Global Express с б/н OK1.

## Бразилия

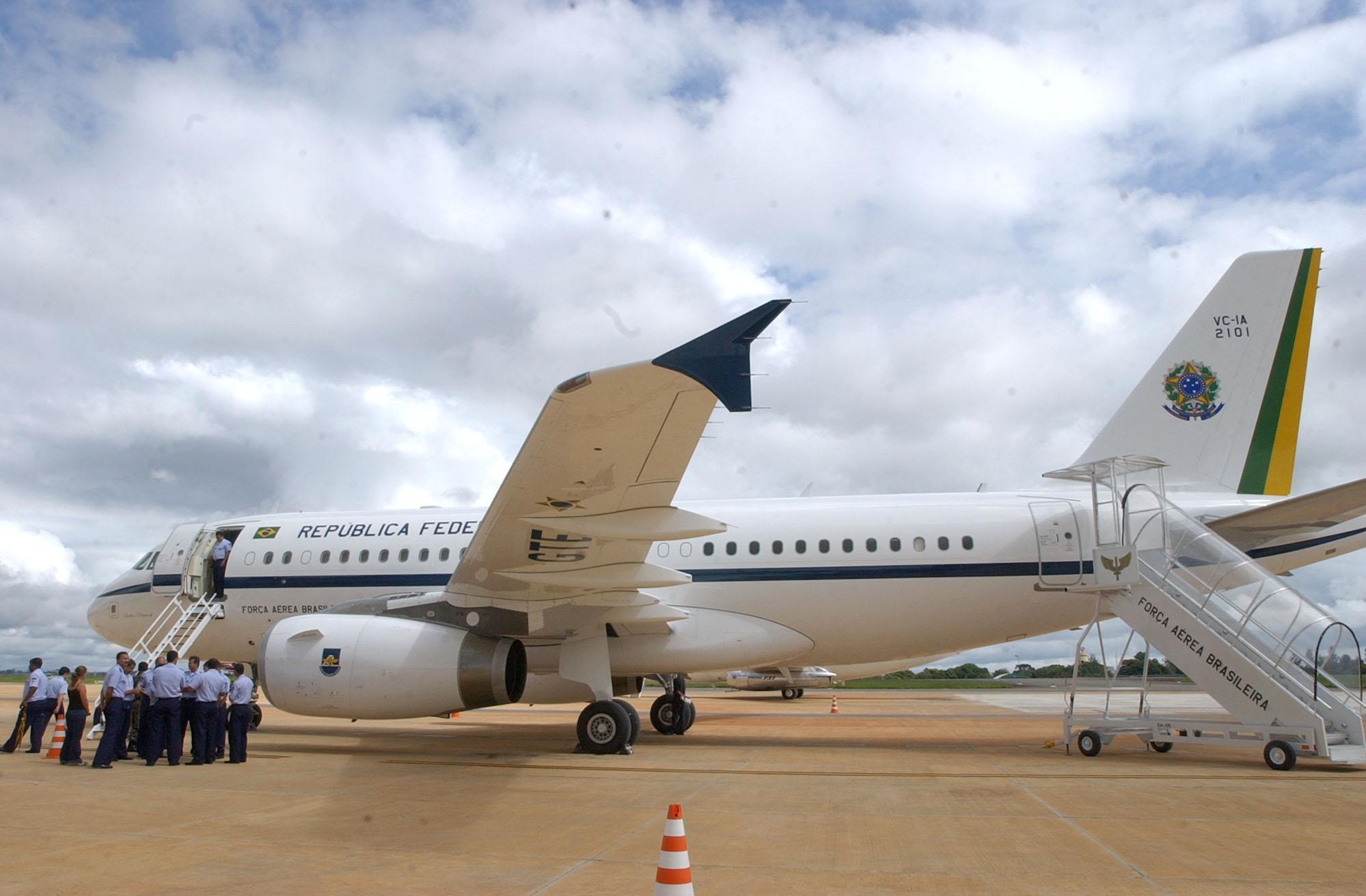
Airbus VC-1A ВВС Бразилии

Перевозкой Президента, вице-президента и руководителей Правительства Бразилии занимается Специальная транспортная группа ВВС Бразилии, включающая в себя 22 самолёта. Основным президентским самолётом является выпущенная в 2005 году специальная модификация Airbus A319, получившая наименование Airbus VC-1A и собственное имя  «Сантос-Дюмон» (б/н FAB2101). Для малой дальности полётов Президент использует один из двух модифицированных Embraer VC-2 (б/н FAB2590 и FAB2591). Также в Специальной транспортной группе имеются самолёты Embraer VC-99C, Embraer C-99A, Learjet VU-35 вертолёты AS 332.

## Бруней

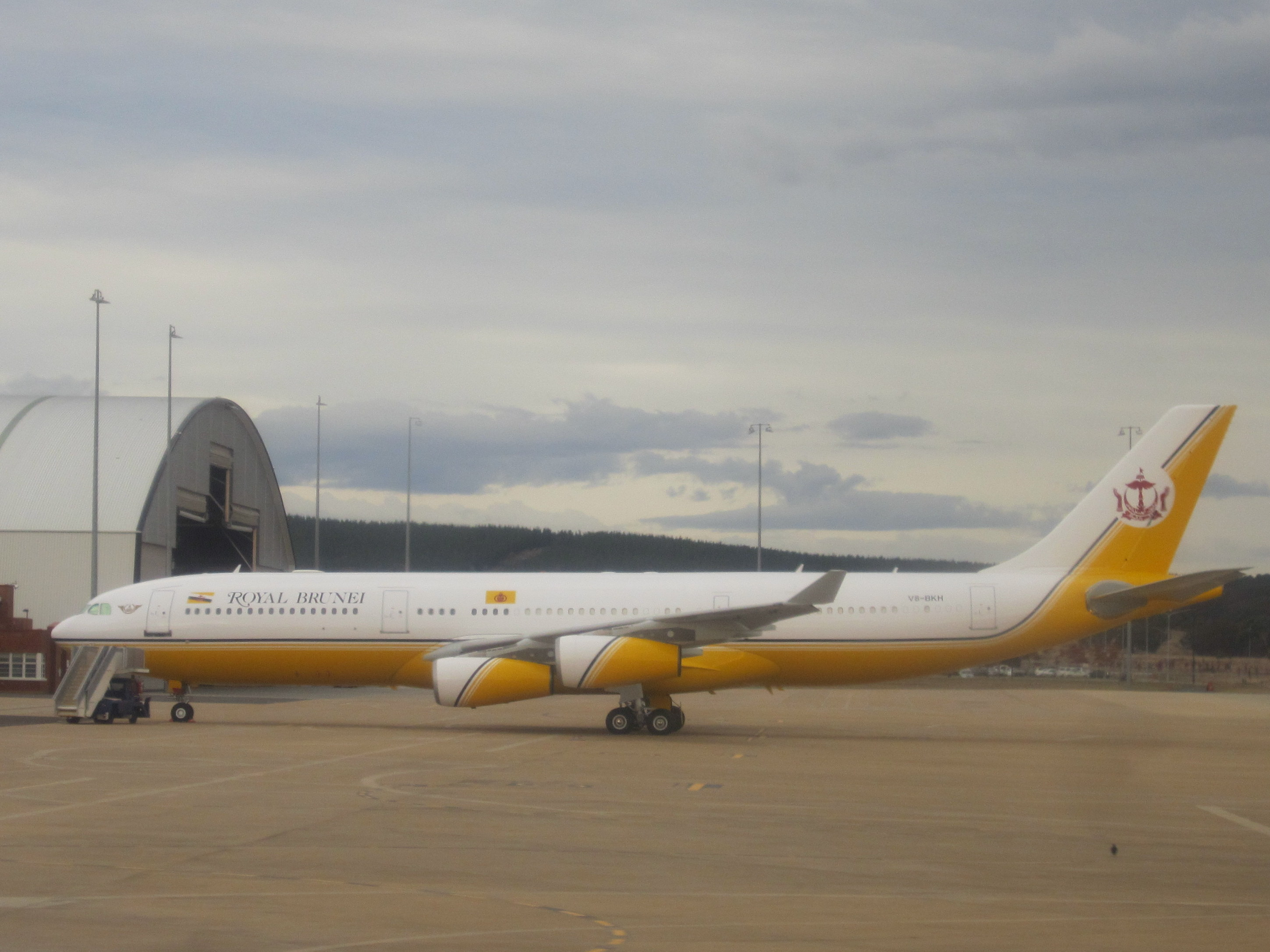
Airbus A340 Султана Брунея

Воздушный флот, обслуживающий Султана Брунея и членов его семьи, включает три самолёта VIP-модификаций: .Boeing 787-8, Boeing 747-8 и Boeing 767-270.

## Буркина-Фасо
Правительство Буркина-Фасо использует с 2005 года самолёт Boeing 727-282 (б/н XT-BFA) 1981 года выпуска. Также имеется Falcon 900 (б/н XT-BEO). 

## Ватикан
Папа Римский во время своих визитов обычно арендует самолёт авиакомпании Alitalia. Также в ряде случаев для возвращения в Ватикан Папе может быть предоставлен самолёт авиакомпании посещаемой им страны. ВВС Италии предоставляют Папе вертолёт Sikorsky SH-3 Sea King.

## Великобритания
Перевозкой королевской семьи и членов правительства Великобритании занимается 32-я эскадрилья ВВС Великобритании. На её вооружении имеются вертолёты AW109 (2 ед.), самолёты BAe-125 (6 ед.) и BAe 146 (4 ед.). Вертолёт Короля Sikorsky S-76 Spirit состоит на балансе Управления королевского двора. Для перелётов на дальние расстояния арендуются самолёты Boeing 747 или Boeing 777 авиакомпании British Airways либо Virgin Atlantic Airways. В отдельных случаях также могут использоваться транспортные самолёты и вертолёты ВВС Великобритании.

## Венгрия
Правительство Венгрии использует самолёты Dassault Falcon 7X и Airbus A319.

## Венесуэла
Правительство Венесуэлы использует для перевозки Президента и Вице-президента страны самолёт Airbus A319 (б/н 0001) 2001 г.в. Для перелётов на дальние расстояния может арендоваться самолёт Ил-96 авиакомпании Cubana.

## Вьетнам
Первые лица Вьетнама летают на зафрахтованных самолётах Airbus A350-900, Boeing 787-9 Dreamliner и (на небольшие расстояния) Airbus A321neo  национального авиаперевозчика Vietnam Airlines.

## Дания
Официальные лица, как правило, летают регулярными авиарейсами.

## Германия
- Воздушный флот правительства Германии

## Египет
Для перевозки Президента Египта используется самолёт Airbus A340 (б/н SU-GGG).

## Израиль
Для перевозок Президента Израиля и премьер-министра используется самолёт Boeing-767 "Крыло Циона" (б/н 4X-ISR).

## Индия
Президент Индии летает зафрахтованными самолётами авиакомпании Air India, отдавая своё предпочтение Boeing 747.

## Казахстан
Государственная авиакомпания на праве хозяйственного ведения «Беркут» Управления Делами Президента Республики Казахстан, перевозящая Президента и руководителей Правительства Казахстана, имеет в своём парке более десяти самолётов и вертолётов. 
- Airbus A330-243 Prestige б/н UP-A3001
- Airbus A321-211(CJ) б/н UP-A2101
- Airbus A320-214(CJ) Prestige б/н UP-A2001
- Ил-76ТД б/н UP-I7605
- Embraer-135 (EMB) б/н UP-EM010
- СRJ-200 б/н UP-C8502
- Ми-8 б/н UP-MI701, UP-MI702

## Канада
Для полетов премьер-министра и других высокопоставленных лиц используется принадлежащий ВВС Канады переоборудованный самолёт на базе  Airbus A310-300.

## Кыргызстан
Для перевозки первых лиц Киргизии используются самолёт Airbus A320 (б/н EX-10001), обслуживающийся авиакомпанией Air Kyrgyzstan..

## Китай
Председатель Китайской Народной Республики использует зафрахтованный у авиакомпании Air China самолёт Boeing 747-89L  (б/н B-2479).

## Китайская Республика (Тайвань)
Используются самолёты China Airlines Boieng 777-300ER, Boeing 747-400 и Boeing 737-800. 

## Конго
Правительство Конго использует с 2011 года самолёт Boeing 767-200 (б/н P4-CLA), ранее перевозивший Президента Казахстана

## Россия
- Специальный лётный отряд «Россия»
- Самолёт президента России

## США
- Air Force One
- Boeing VC-25

## Таджикистан

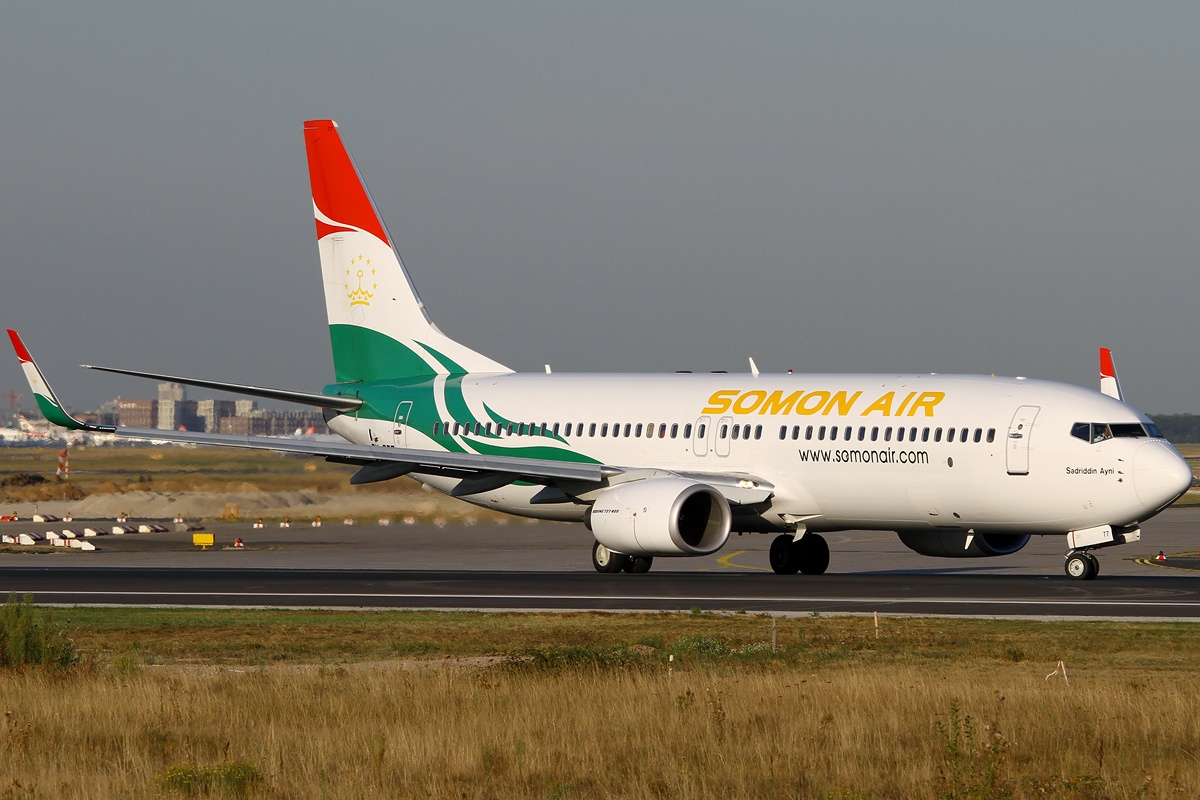
Boeing 737 авиакомпании Somon Air.

Для перевозки первых лиц Таджикистана используются специально зарезервированные самолёты Boeing 737 авиакомпании Somon Air.
21 апреля 2023 года в новостной ленте авиапабликов и СМИ Латинской Америки опубликованы сведения со ссылкой на президента Мексики о продаже президентского борта Boeing 787-8 в версии BBJ за 92 миллиона долларов США.

## Туркменистан

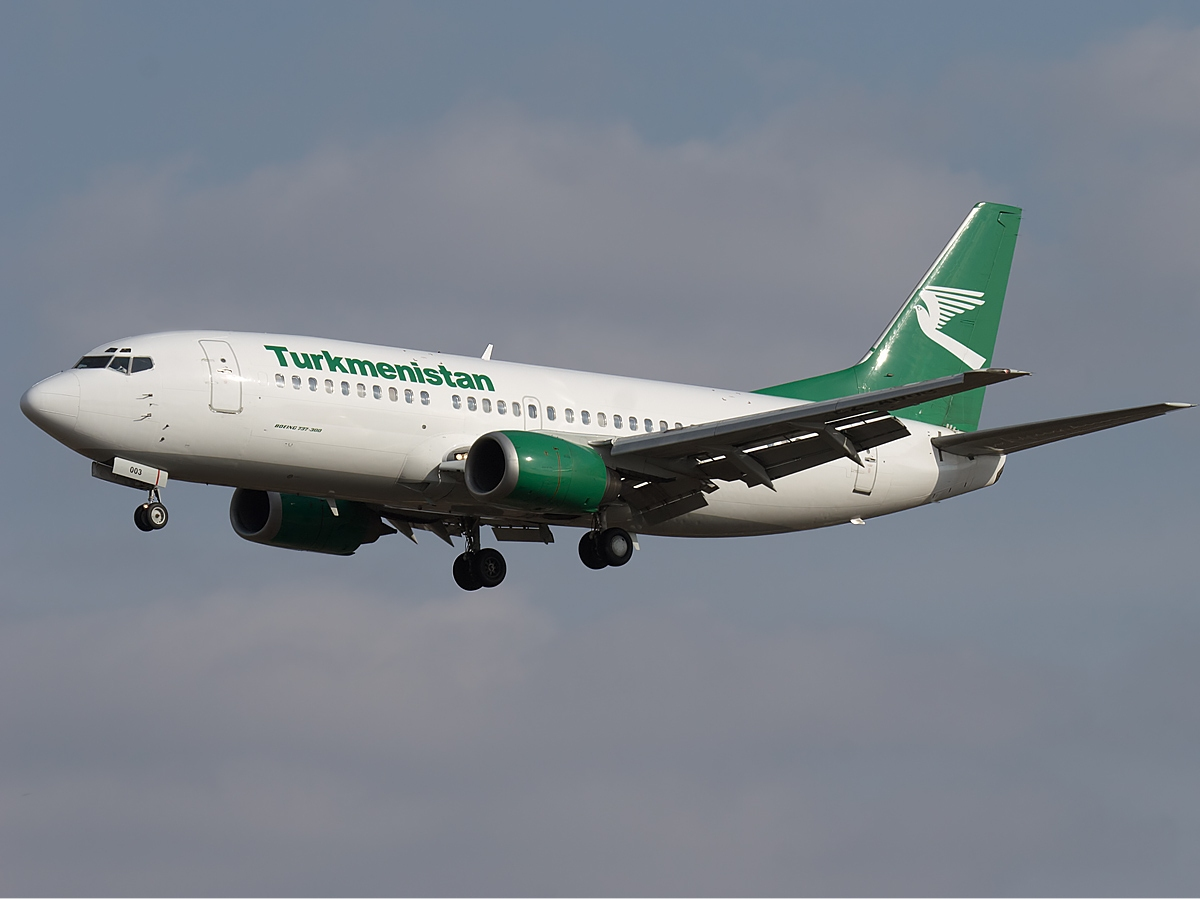
Boeing 737 Туркменских Авиалиний.

Для перевозки Президента Туркменистана авиакомпания Туркменские авиалинии эксплуатирует самолёты Boeing 777-200LR (б/н EZ-A777) и Boeing 737-700 (б/н EZ-A007). Также для перевозки первых лиц страны используются самолёты Challenger 870 (б/н EZ-B024), 2 Challenger-605 (б/н EZ-B022 и EZ-B023) и BAe 125 (б/н EZ-B021), а также вертолёты AgustaWestland AW-101.

## Узбекистан

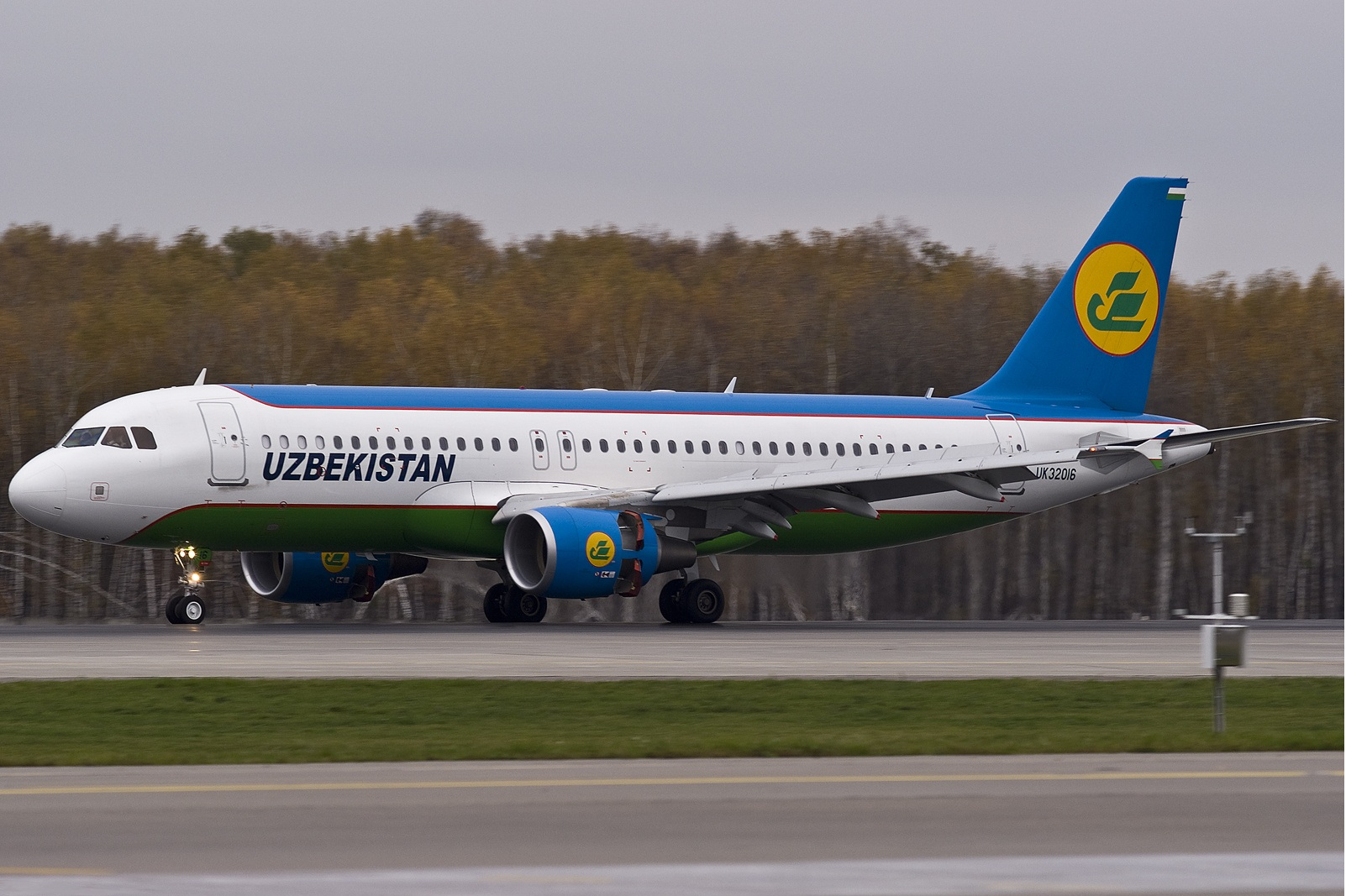
Airbus A320 авиакомпании Uzbekistan Airways.

Авиакомпания Uzbekistan Airways эксплуатирует Boeing 767-300ER (б/н UK-67000),  Airbus A320 (б/н UK-32000) для использования президентом и премьер-министром Узбекистана.
В августе 2019 года был куплен Dreamliner 787-800 VIP  (б/н UK001).

## Украина
Государственное авиапредприятие «Украина», обслуживающее первых лиц страны по состоянию на 2015 год имеет в своём парке 6 самолётов и вертолётов:
- Airbus A319 б/н UR-ABA
- Ан-74 б/н UR-AWB
- Ан-148 б/н UR-UKR и UR-UKN
- 2 Ми-8.

Виктор Янукович использовал для перелётов вертолёты AW139 и самолёт Dassault Falcon 900 авиакомпании «ЦентрАвиа».

## Финляндия
Официальные лица, как правило, летают регулярными авиарейсами.

## Франция
«Бортом номер один» Франции является Airbus A330-200 1998 года выпуска, до 2010 года использовавшийся на коммерческих рейсах авиакомпанией Air Caraïbes.

## Чехия
Два Airbus A319CJs ВВС Чехии.

## Япония
- Air Force One (Япония)